# Ahmad Șah Massoud
Ahmad Șah Massoud (în dari persană/paștună: احمد شاه مسعود; n. 2 septembrie 1953, Bazarak⁠(d), Afganistan – d. 9 septembrie 2001, Khwaja Bahauddin District⁠(d), provincia Takhar, Afganistan) a fost un politician afgan și comandant militar. Influent comandant de gherilă în timpul conflictului împotriva forțelor sovietice între 1979 și 1989, în anii '90 a condus aripa militară a guvernului împotriva milițiilor rivale, iar după preluarea puterii de către talibani a devenit principalul lider al mișcărilor de opoziție și a luptat împotriva acestora până la asasinarea sa în 2001. 
Massoud era la origine etnic tadjic, musulman sunit din valea Panjșir situată în nordul Afganistanului. A început studiile în inginerie la Universitatea Politehnică din Kabul⁠(d) în anii '70, perioadă în care s-a alăturat mișcărilor religioase anticomuniste dezvoltate în jurul lui Burhanuddin Rabbani, o figură importantă a islamismului. Acesta a luat parte la revolta eșuată împotriva guvernului condus de Mohammed Daoud Khani⁠(d). Mai târziu s-a alăturat partidului Jamiat-e Islami⁠(d) al lui Rabbani. Lider mujahedin al insurgenților în timpul războiului sovietico-afgan, acesta era descris de către adepții săi drept "Leul din Panjshir" (شیر پنجشیر) datorită acțiunilor militare prin care a împiedicat cucerirea văii Panjshir de către sovietici. În 1992, a semnat Acordul de la Peshawar⁠(d), un acord de pace și partajare a puterii în Statul Islamic al Afganistanului⁠(d), și a fost numit atât ministru al Apărării⁠(d), cât și comandant principal al armatei. Miliția sa a luptat împotriva forțelor conduse de Gulbuddin Hekmatyar⁠(d) și alți lideri care bombardau Kabulul, iar mai târziu împotriva talibanilor care au început să asedieze capitala în ianuarie 1995. În urma acestor conflicte militare cel puțin 60.000 de civili și-au pierdut viața.
În urma ascensiunii la putere a talibanilor în 1996⁠(d), Massoud, care a respins interpretarea fundamentalistă a islamului susținută de aceștia, a continuat să lupte împotriva acestora până la retragerea sa în Kulob, Tadjikistan. A devenit liderul militar și politic al Frontului Islamic al Salvării Afganistanului⁠(d) sau Alianța Nordică care a ajuns în anul 2000 să controleze între 5-10% din țară. În 2001, Massoud a vizitat Europa și a atras atenția în cadrul unor întâlniri cu Parlamentul European asupra sprijinului oferit de guvernul pakistanez talibanilor. De asemenea, a solicitat ajutor umanitar⁠(d) pentru cei aflați sub domnia acestora. Massoud a fost asasinat pe 9 septembrie 2001. Două zile mai târziu, atentatele din 11 septembrie au loc în Statele Unite. Aceste acțiuni vor conduce la invadarea de către NATO a Afganistanului și încheierea unei alianțe cu forțele lui Massoud. Două luni mai târziu, în decembrie 2001, regimul taliban a fost înlăturat.
Massoud a fost decorat postmortem „euro național” prin ordinul președintelui Hamid Karzai după eliminarea talibanilor de la putere. Ziua de 9 septembrie - ziua morții acestuia - este considerată sărbătoare națională. Adepții lui Massoud îl descriu drept Amer Sāhib-e Shahīd (آمر صاحب شهید), adică „comandantul (nostru) martirizat”. Acesta este caracterizat drept unul dintre cei mai buni lideri de gherilă ai secolului XX și a fost comparat cu Iosip Broz Tito, Ho Și Min și Che Guevara datorită strategiilor prin care a reușit să împiedice în repetate rânduri cucerirea văii Panjshir⁠(d) atât de către sovietici, cât și de către talibani.

## Biografie
Ahmad Șah Massoud s-a născut în 1953 în Bazarak⁠(d), valea Panjshir (astăzi parte a provinciei Panjșir) într-o familie bogată, originară din valea Panjshir. Numele său la naștere era "Ahmad Șah"; el a luat numele de "Massoud" ca nom de guerre când s-a alăturat mișcării de rezistență în 1974.  Tatăl său, Dost Mohammad Han, era colonel în armata regală afgană . Din Panjshir, familia sa s-a mutat pentru o scurtă perioadă la Herat și apoi la Kabul, unde Massoud și-a petrecut cea mai mare parte a copilăriei.
Massoud a frecventat cursurile renumitului liceu franco-afgan Lycée Esteqlal. Considerat un student înzestrat, Ahmad a studiat ingineria la Universitatea din Kabul după absolvirea liceului. Limba maternă a lui Massoud era dari (farsi afgan) dar era fluent și în pașto, urdu ( Lashkari), franceză și avea abilități bune de citire în limba engleză. În timpul tinereții sale, Massoud a citit lucrările revoluționarului chinez Mao Zedong și ale argentinianului Che Guevara. El a spus că a învățat de la Mao, dar a considerat că ideile lui Guevara erau prea simple.
În 1973, fostul premier Mohammed Daoud Han a fost adus la putere printr-o lovitură de stat⁠(d) susținută de Partidul Democrat Popular din Afganistan⁠(d), luând astfel naștere Republica Afganistanului⁠(d). Ca urmare a acestor evoluții, o mișcare islamică s-a dezvoltat cu scopul de a limita influența comunistă și sovietică în Afganistan. Pe parcursul acestei perioade, în timp ce studia la universitate, Massoud s-a implicat în activitățile grupul Tineretul Musulman⁠(d) (Sazman-i Jawanan-i Musulman), filiala studențească a Jamiat-e Islami (Societatea Islamică), al cărei președinte era atunci profesorul Burhanuddin Rabbani. Universitatea din Kabul era cunoscută ca centru de dezbatere politică și activism în acea perioadă.
În iulie 1975, Tineretul Musulman - cu ajutorul serviciilor pakistaneze de inteligență⁠(d) - a organizat o revoltă împotriva guvernului din valea Panjshir. Grupul, printre membrii căruia era și Massoud, spera să obțină sprijin din partea societății civile, însă planul a eșuat, iar aceștia au fost goniți în munți de către localnici.  După acest eșec, „o schismă profundă și de lungă durată” a apărut în cadrul mișcării islamice.  Societatea Islamică s-a scindat între susținătorii forțelor mai moderate din jurul lui Massoud și Rabbani, lideri ai Jamiat-i Islami, și elemente islamice mai radicale din jurul lui Gulbuddin Hekmatyar⁠(d), fondatorul organizației Hezb-i Islami. Conflictul a degenerat atât de puternic încât Hekmatyar ar fi încercat să-l ucidă pe Massoud, în vârstă de 22 de ani la acea vreme.

## Invazia sovietică și regimul comunist afgan

#### Revoluția comunistă din Afganistan (1978)
Guvernul lui Mohammed Daoud Han a încercat să reducă influența Partidului Democrat Popular Popular din Afganistan prin demiterea membrilor PDPA din funcțiile guvernamentale și numirea unor conservatori în locul lor. Mai târziul partidul PDPA a fost dizolvat, iar membrii seniori au fost arestați.
La 27 aprilie 1978, PDPA și trupele militare fidele partidului l-au ucis pe Daoud Khan, iar apoi i-au ucis familia și gărzile de corp în timpul unei lovituri de stat în urma căreia au preluat controlul asupra capitalei Kabul. Noul guvern PDPA, condus de o comisie revoluționară, nu s-a bucurat însă de sprijinul maselor. Aceștia au implementat o doctrină ostilă disidenților atât din interiorul, cât și din afara partidului.
PDPA a inițiat o serie de reforme de sorginte marxist-leninistă. Reformele și poziția prosovietică a PDPA s-au lovit de o puternică rezistență din partea populației, mai ales după ce guvernul a încercat să își aplice politicile marxiste prin arestarea sau executarea celor care se opuneau regimului. Se estimează că între 50.000 și 100.000 de oameni au fost arestați și uciși de trupele comuniste doar în mediul rural. Datorită represiunii, părți mari din țară, în special zonele rurale, s-au revoltat împotriva guvernului. Până în primăvara anului 1979, tulburările s-au răspândit în 24 din cele 28 de provincii afgane, inclusiv în principalele zone urbane. Peste jumătate din armata afgană a dezertat sau s-a alăturat insurgenților.
Motivat de faptul că o răscoală împotriva comuniștilor sprijiniți de forțele sovietice va fi susținută de popor, Massoud a pornit la 6 iulie 1979 o revoltă în Panjshir care inițial a eșuat. Massoud a evitat o confruntare convențională cu numeroasele forțe guvernamentale și a apelat la tacticile de gherilă. Mai târziu, acesta preia controlul integral al văii Panjshir, alungând trupele comuniste afgane. Oliver Roy menționează că „prestigiul personal al lui Massoud și modul eficient de organizare militară i-au convins pe mulți comandanți locali să vină să învețe tacticile sale”.

#### Rezistența antisovietică (1979-1989)

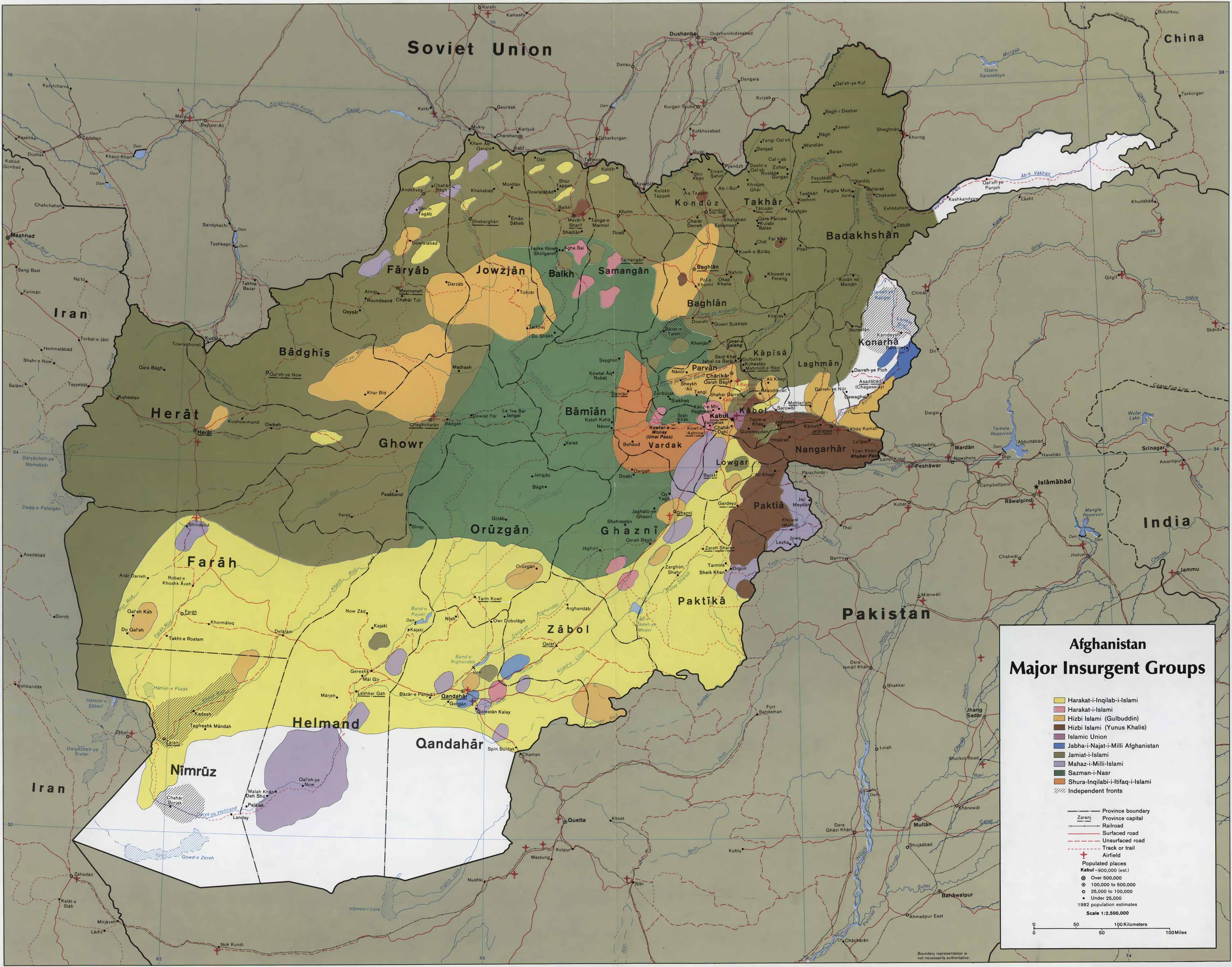
Trupele de rezistență antisovietice în 1985.

După invazia sovietică din 1979 și ocuparea Afganistanului, Massoud a conceput un plan strategic cu scopul de a expulza invadatorii și răsturna regimului comunist. Prima etapă a constat în a alcătui un grup de rezistență care să câștige loialitatea populației. A doua etapă a reprezentat protejarea bastionului Panjshir și desfășurarea în același timp a unor operațiuni militare asimetrice. În a treia etapă, trupele lui Massoud urmau să preia controlul unor teritorii vaste situate în nordul Afganistanului. A patra etapă a constat în aplicarea principiilor lui Massoud întregii țări și eliminarea guvernului comunist afgan. 
Mujahedinii, aflați sub conducerea lui Massoud, au atacat convoaiele comuniștilor sovietici și afgani care traversau Pasul Salang⁠(d), cauzând o criză de combustibil în Kabul. Sovieticii au răspuns prin desfășurarea unor operațiuni militare în Panjshir⁠(d). Între 1980 și 1985, aceste acțiuni aveau loc de două pe an. În ciuda superiorității numerice și tehnologice, forțele sovietice nu au reușit să-l învingă pe Massoud. În 1982, sovieticii au desfășurat forțe militare majore (i.e. 30.000 de soldați) în valea Panjshir. Comandantul afgan și-a retras trupele în văile din zonă. Când armata sovietică a ajuns în zonele fortificate ale mujahedinilor, au căzut într-o ambuscadă. După retragerea sovieticilor, soldații afgani le-au preluat pozițiile. Massoud și trupele sale i-au eliminat și au cucerit garnizoanele acestora una după alta.
În 1983, armata sovietică i-a oferit lui Massoud un armistițiu temporar, acceptat de acesta cu scopul de a-și reconstrui trupele și a oferi populației civile o pauză de la atacurile sovietice. În acest timp a înființat grupul Shura-e Nazar⁠(d) (Consiliul de supraveghere) care cuprindea 130 de comandați din 12 provincii afgane. Acest consiliu a fost separat de celelalte partide din Peshawar - cunoscute pentru conflictele și rivalitatea dintre acestea din cauza diferențelor politice și etnice - și a contribuit atât la stabilirea unor relații între grupurile de rezistență, cât și înființarea unei armate afgane unificate.
Relațiile cu sediul partidului din Peshawar erau deseori tensionate deoarece Rabbani nu a dorit să-i asigure lui Massoud mai multe provizii și echipamente militare decât celorlalți comandanți Jamiat. Neavând materiale suficiente, Massoud s-a concentrat pe obținerea de venituri din exporturile de smaralde  și lapis lazuli.
Pentru a organiza trupele de mujahedini, Massoud a pus bazele unui sistem administrativ care impunea legea și ordinea (nazm) în zonele aflate sub controlul său. Panjshirul era împărțit în 22 de baze (qarargah) guvernate de un comandant militar și un administrator civil, iar în fiecare exista un judecător, un procuror și un avocat din oficiu. Politicile lui Massoud au fost implementate de către comisii diferite: o comisie economică era însărcinată cu susținerea financiară a războiului; comisia de sănătate punea la dispoziție servicii de sănătate, fiind asistată de voluntari ai unor organizații nonguvernamentale străine precum Aide médicale internationale⁠(d) și comisia de învățământ era însărcinată cu pregătirea cadrelor⁠(d) militare și administrative. De asemenea, exista și o comisie a culturii, respectiv o comisie judiciară.
Această expansiune l-a a determinat pe Babrak Karmal să ceară Armatei Roșii să-și reia operațiunile militare pentru a zdrobi grupurile din Panjshir. Totuși, Massoud a fost avertizat despre atac de către serviciile de informații GCHQ. Acesta i-a evacuat pe toți cei 130.000 de locuitori din vale și i-a trimis în munții Hindukush, evitând astfel bombardamentele sovietice.
Odată cu înfrângerea trupelor afgano-sovietice, Massoud a pus în aplicare următoarea etapă a planului său: extinderea mișcării de rezistență și eliberare spre provinciile din nordul țării. În august 1986 capturează districtul Farkhar⁠(d) din provincia Takhar. În luna noiembrie a aceluiași an, forțele lui Massoud au copleșit sediul central aflat în mâinile celei de-a 20-a divizii a guvernului la Nahrin în provincia Baghlan, obținând o victorie importantă pentru rezistența afgană. Această expansiune a fost obținută și prin mijloace diplomatice, numeroși comandanți mujahedini fiind convinși să adopte sistemul militar Panjshir.
În ciuda atacurilor aproape constante ale trupelor Armatei Roșii și armatei afgane, Massoud și-a sporit forța militară. Începând din 1980, cu mai puțin de 1.000 de trupe de gherile prost echipate, numărul mujahedinilor din valea Panjshir a ajuns până la 5.000 de soldați în 1984. După ce a reușit să influențeze grupări din afara văii, trupele lui Massoud au ajuns să cuprindă 13.000 de luptători în 1989. Aceste trupe au fost împărțite în diferite unități: localnicii (mahalli) aveau rolul de a proteja satele și pozițiile fortificate. Cei mai buni dintre aceștia au format grupuri intitulate grup-i zarbati (în română trupe de șoc), grupuri care acționau ca rezerve și erau însărcinați cu apărarea mai multor bastioane. Un alt grup de soldați a fost grupul mobil (grup-i-mutaharek), un comando format din 33 de bărbați care acționa în afara regiunii Panjshir prin tactici hit-and-run⁠(d), uneori și la 100km de bază. Aceștia erau soldați profesioniști, bine plătiți și instruiți, iar din 1983 au devenit extrem de utili în asaltarea avanposturilor guvernului afgan. Unici în rândul trupelor de mujahedini, soldații acestui grup purtau uniforme, iar utilizarea coifurii pakol⁠(d)au transformat-o într-un simbol al rezistenței afgane.
Organizația lui Massoud, considerată cea mai eficientă dintre toate mișcările afgane de rezistență, a reprezentat o combinație a tacticilor tradiționale afgane de război și a tacticilor moderne de gherilă preluate din lucrările lui Mao Zedong și Che Guevara.
Serviciile de informații britanice (MI6) au reușit să-l susțină pe Massoud care avea să deveniă mai târziu aliatul lor principal. MI6 au trimis în fiecare an doi ofițeri operativi și instructori militari care să-i pregătească pe soldații acestuia. Statele Unite l-au sprijinit mult mai puțin decât au făcut-o alte facțiuni pe motiv că aceștia au permis Pakistanului să administreze distribuția echipamentelor militare și finanțarea, cei din urmă fiind susținători ai liderului mujahedin Gulbuddin Hekmatyar, unul dintre rivalii lui Massoud. Într-un interviu, Massoud declara că: „Am crezut că CIA știa totul. Dar nu știa. Au sprijinit niște persoane răuvoitoare [adică Hekmatyar]". Susținătorii principali ai lui Massoud au fost diplomații Departamentului de Stat al SUA Edmund McWilliams și Peter Tomsen care erau prezenți în Afganistan și Pakistan, doi analiști de politică externă ai Heritage Foundation⁠(d), Michael Johns și James A. Phillips. Mii de voluntari islamici din alte țări au intrat în Afganistan pentru a lupta alături de mujahedini împotriva trupelor sovietice.
Armata sovietică și armata comunistă afgană au fost înfrânte în principiu de Massoud și trupele sale de mujahedini în numeroasele desfășurări de forțe între 1984 și 1988. După ce a descris operațiunea militară a armatei Uniunii Sovietice în Afganistan drept „o rană deschisă” în 1986, secretarul general Mihail Gorbaciov a inițiat retragerea trupelor sovietice din țară în mai 1988. La 15 februarie 1989, ultimul soldat sovietic părăsește Afganistanul.

## Războiul din Afganistan (1992-2001)

### Războiul din Kabul și alte părți din țară (1992-1996)

#### Acordul de pace și împărțirea puterii (1992)
Cu sprijinul Organizației Națiunilor Unite, majoritatea partidelor politice afgane au decis să numească un guvern național legitim pentru prelua conducerea după eliminarea guvernării comuniste. În timp ce liderii externi ai partidului afgan erau situați în Peshawar, situația din apropierea capitalei Kabul era tensionată. Negocierile conduse de ONU în 1991 cu elitele au eșuat în a stabili pacea. În aprilie 1992, liderii rezistenței din Peshawar au încercat să negocieze un acord. Massoud a sprijinit procesul de înființare a unei ample coaliții guvernamentale care să includă toate mișcările de rezistență, însă Hekmatyar dorea să preia întreaga putere în Afganistan susținând că „în țara noastră o coaliție guvernamentală este imposibilă deoarece, într-un fel sau altul, va fi slăbită și incapabilă să controleze situația din Afganistan”.

Massoud menționa:
Toate facțiunile au fost implicate în război, în jihad în Afganistan, așa că trebuie ca toate să aibă contribuția lor la guvern și la formarea guvernului. Afganistanul este alcătuit din diferite naționalități. Eram îngrijorați de un conflict național între diferite triburi și diferite naționalități. Pentru a oferi tuturor propriile lor drepturi și, de asemenea, pentru a evita vărsarea de sânge în Kabul, am dat cuvântul facțiunilor astfel încât acestea să decidă situația întregii țări.
O comunicare radio înregistrată între cei doi lideri a arătat diviziunea în timp ce Massoud l-a întrebat pe Hekmatyar:
Regimul de la Kabul este gata să se predea, așa că în loc să luptăm ar trebui să ne adunăm. . . . Liderii se întâlnesc la Peshawar. . . . Trupele nu ar trebui să intre în Kabul, ele ar trebui să intre mai târziu ca parte din guvern.
Răspunsul lui Hekmatyar:
„Vom merge în Kabul cu sabia noastră în mână. Nimeni nu ne poate opri. . . . De ce să ne întâlnim cu liderii?” Massoud a răspuns: „Mi se pare că nu vreți nici să vă alăturați liderilor din Peshawar, nici să opriți amenințările și plănuiți să intrați în Kabul ... în acest caz trebuie să apăr populația”.
În acel moment, Osama bin Laden l-a îndemnat pe Hekmatyar să „se alăture fraților săi” și să accepte un compromis. Se susține că Bin Laden l-ar fi „urât pe Ahmad Șah Massoud”, fiind implicat în dispute ideologice și personale cu acesta și l-a susținut pe Gulbuddin Hekmatyar în timpul conflictului din Afganistan încă de la finalul anilor 1980.  Dar Hekmatyar a refuzat să accepte un compromis, încrezător că va fi capabil să preia puterea absolută în Afganistan.
La 24 aprilie 1992, liderii aflați în Peshawar au căzut de acord și au semnat Acordul de la Peshawar⁠(d), astfel luând naștere statul islamic postcomunist din Afganistan⁠(d), un „stat mort” cu un „guvern” paralizat de la înființare până la decăderea sa în septembrie 1996. Crearea Statului Islamic a fost bine primită de Adunarea Generală a Națiunilor Unite, iar Statul Islamic din Afganistan a fost recunoscut drept o entitate legitimă care a reprezentat țara până în iunie 2002 când a fost înființată Republica Islamică Afganistan⁠(d) sub guvernul interimar condus de Hamid Karzai. Conform Acordului de la Peshawar din 1992, Ministerul Apărării i-a fost acordat lui Massoud în timp ce funcția de prim-ministru i-a fost oferită lui Hekmatyar. Acesta din urmă a refuzat să semneze. Cu excepția grupului Hezb-e Islami al lui Hekmatyar, toate celelalte mișcări de rezistență din Peshawar au fost unificate în baza acestui acord de pace și puterea a fost împărțită în aprilie 1992.

#### Escaladarea conflictelor în Kabul (1992)
Deși i-a fost oferită în mod repetat funcția de prim-ministru, Gulbuddin Hekmatyar a refuzat să recunoască acordul de pace și împărțirea puterii. Miliția sa islamică Hezb-e Islami⁠(d) a desfășurat o campanie militară masivă împotriva Statului Islamic și a capitalei Kabul. Hekmatyar a primit sprijin financiar și militar din Pakistan. Directorul Centrului pentru Studii Arabe și Islamice de la Universitatea Națională Australiană⁠(d), Amin Saikal, scrie în lucrarea Modern Afghanistan: A History of Struggle and Survival (în română Afganistanul modern: O istorie a luptei și supraviețuirii) că, fără sprijinul Pakistanului, Hekmatyar „nu ar fi putut ataca și distruge jumătate din Kabul". Saikal susține că Pakistanul dorea să instaleze un regim sub Hekmatyar la Kabul cu scopul de a utiliza teritoriul afgan ca poartă spre Asia Centrală.
Bombardarea capitalei de către trupele lui Hekmatyar și concomitent escaladarea conflictului dintre două miliții - Ittihad și Wahdat - intrate în suburbiile Kabulului au condus la un colaps al legii și ordinii. Iranul șiit și Arabia Saudită sunnită, ambii urmărind să domine regiunea, au influențat conflictul dintre cele două facțiuni. Pe de o parte era miliția Hezb-i Wahdat⁠(d) condusă de Abdul Ali Mazari⁠(d), iar pe de altă parte era Ittihad-i Islami⁠(d) condusă de Abdul Rasul Sayyaf⁠(d).
Conform Human Rights Watch, Iranul susținea puternic trupele Hezb-i Wahdat, ofițerii serviciilor de informați iraniene fiind implicați direct în stabilirea activităților în timp ce Arabia Saudită îl sprijinea pe Sayyaf și facțiunea sa Ittihad-i Islami pentru a intensifica influența wahhabistă. Ca urmare a acestor conflicte, haosul a cuprins Kabulul după cum este precizat în rapoartele Human Rights Watch și Project Afghanistan Justice. Comandanții Jamiat aflați sub conducerea lui Massoud, guvernul interimar și Comitetul Internațional al Crucii Roșii (CICR) au încercat în repetate rânduri să negocieze încetarea focului care a luat amploare într-o perioadă de câteva zile. O altă miliție intitulată Junbish-i Milli⁠(d) - a fostului general comunist Abdul Rashid Dostum⁠(d) - era sprijinită de Uzbekistan. Președintele uzbec Islam Karimov era dornic să-l vadă pe Dostum controlând cât mai multe teritorii din Afganistan, în special în regiunile nordice.
Proiectul de Justiție din Afganistan (AJP) susține că „deși [grupul antiguvernamental] Hizb-i Islami este face parte din facțiunilor responsabile de moartea civililor și distrugerea Kabulului, nu a fost singurul autor al acestor transgresiuni". Crimele au fost comise de indivizi din cadrul diferitelor facțiuni militare. Gulbuddin Hekmatyar a eliberat 10.000 de criminali periculoși din principalele închisori pe străzile din Kabul pentru a destabiliza orașul și a tăiat aprovizionarea cu apă, hrană și energie a capitalei. Atât milițiile susținute de Iran, cât și cele susținute de Arabia Saudită au atacat populația civilă în mod sistematic. Abdul Rashid Dostum permis comiterea acestor crime interpretate ca plată pentru trupele sale.

#### Războiul din Kabul - talibanii apar în sudul țării (1994)
În ianuarie 1994, Hekmatyar și Dostum au lansat o desfășurat o campanie de bombardare a Kabulului și au atacat zonele principale controlate de Massoud în nord-estul țării. Amin Saikal⁠(d) menționa că Hekmatyar a urmărit îndeplinirea următoarelor obiective prin operațiunile sale militare:
Primul a fost să împiedice consolidarea puterii de către Rabbani și Massoud, să construiască o administrație credibilă sau să-și extindă controlul asupra altor teritorii astfel încât țara să rămână împărțită în mici feude conduse de diverși lideri mujahedini și comandanți locali sau o comisie de astfel de indivizi, doar o parte din ei aliați regimului din Kabul. Al doilea a fost să se asigure că locuitorii Kabulului să ofere un sprijin financiar scăzut guvernului. Al treilea este să facă din Kabul un oraș nesigur pentru reprezentanții comunității internaționale și să împiedice guvernul lui Rabbani să atragă sprijinul internațional necesar pentru a începe reconstrucția postbelică a Afganistanului și a genera un nivel de activitate economică care să-i sporească credibilitatea și popularitatea.
La mijlocul anului 1994, Hekmatyar și Dostum desfășurau activități militare defensive în Kabul împotriva forțelor statului islamic conduse de Massoud. Sudul Afganistanului nu a ajuns nici sub controlul milițiilor sprijinite de străini, nici sub conducerea guvernului de la Kabul, fiind mereu sub controlul unor lideri paștuni din zonă precum Gul Agha Sherzai⁠(d) și de milițiile acestora. În 1994, talibanii - o mișcare care își are originea în școlile religioase Jamiat Ulema-e-Islam⁠(d) înființate pentru refugiații afgani din Pakistan - au apărut și în Afganistan ca forță politico-religioasă aflată în conflict cu guvernatorii locali. Când talibanii au preluat controlul asupra Kandaharului în 1994, un număr ridicat de lideri locali paștuni s-au predat. În 1994, talibanii au preluat puterea în numeroase provincii din sudul și centrul Afganistanului.

#### Asediul taliban al capitalei Kabul (1995-1996)
Hizb-i Islami a bombardat Kabul din ianuarie 1994 până în februarie 1995 când talibanii l-au expulzat pe Hizb din sediul său central din Charasiab. După această acțiune, talibani au reluat bombardarea capitalei și au inițiat asedierea orașului.
La începutul anului 1995, Massoud a pus bazele unui proces politic⁠(d) prin intermediul căruia urmărea consolidarea națională⁠(d) și alegeri democratice. Acesta a organizat o conferință în trei etape în cadrul căreia au fost prezente personalități culturale și politice, guvernatori, comandanți, clerici și reprezentanți în vederea stabilirii unui acord solid. Massoud îl prefera la funcția de președinte pe Dr. Mohammad Yusuf, primul prim-ministru democrat sub conducerea fostului rege Zahir Shah. La prima întâlnire au fost prezenți reprezentanți din 15 provincii afgane, iar în cadrul celei de-a doua au participat reprezentanți din 25 de provincii.
Massoud a invitat inclusiv tabăra talibană să se alăture procesului de pacificare deoarece dorea ca aceștia să contribuie la asigurarea stabilității în Afganistan. Însă talibanii, care și-au făcut simțită prezența în cursul anului 1994 în sudul țării, erau deja în apropierea capitalei. Deși a fost sfătuit de personalul său de securitate să nu discute cu talibanii, Massoud a mers să vorbească cu câțiva lideri din Maidan Shar în interiorul teritoriilor ocupate de talibani. Aceștia din urmă au refuzat să se alăture procesului care urma să conducă la alegeri generale. Când Massoud s-a întors nevătămat în Kabul, liderul taliban care l-a primit ca invitat a fost ucis de ceilalți talibani deoarece nu l-a asasinat. După o campanie militară dură împotriva Kabulului începând din 1995, talibani au început să ucidă populația civilă, situația fiind comparată de observatorii Organizației Națiunilor Unite cu masacrele din timpul războiului din Bosnia.
Țara vecină, Pakistan, a reprezentat o influență puternică asupra taberei talibane. O publicația a Universității George Washington menționat că „inițial, pakistanezii l-au sprijinit ... pe Gulbuddin Hekmatyar ... Când Hekmatyar nu a reușit să izbăvească, administrația Pakistanului a început să caute sprijin în cadrul noilor mișcări studențești religioase cunoscute drept Taliban”. Numeroși analiști precum Amin Saikal descriu talibanii ca fiind o forță intermediară care luptă pentru interesele regionale ale Pakistanului. Talibanii au început să bombardeze Kabul la începutul anului 1995, dar au fost învinși de forțele guvernului Statului Islamic aflat sub conducerea lui Ahmad Șah Massoud.
Amnesty International, raportând pe tema campaniei talibanilor, menționa într-un raport din 1995:
Este pentru prima dată de câteva luni când populația civilă din Kabul devine ținta atacurilor cu rachetă și proiectile lansate spre zonele rezidențiale din oraș.
Primele victorii ale talibanilor din 1994 au fost urmate de o serie de înfrângeri care au dus la pierderi uriașe. Prima ofensivă majoră a talibanilor împotriva orașului Herat din vestul țării sub conducerea lui Ismail Han în februarie 1995 a fost înfrântă când Massoud a transportat 2.000 de soldați din trupele sale staționate în Kabul pentru a ajuta la apărarea Heratului. Ahmed Rashid scria: „Talibanii au fost respinși în mod decisiv pe două fronturi de către guvern, iar conducerea lor politică și militară era dezordonată. Imaginea lor de posibili aducători de pace a fost grav afectată din moment ce în ochii multor afgani nu deveniseră altceva decât un alt partid de războinici”. 
În ciuda acestor acțiuni, Mullah Omar și-a consolidat controlul asupra talibanilor și, cu ajutorul străinilor, și-a reconstruit forțele. În același timp, Pakistanul și-a sporit sprijinul pentru talibani. Consilierii săi militari au supravegheat restructurarea forțelor talibane. Țara a furnizat camioane blindate și alte echipamente militare. Arabia Saudită a asigurat finanțarea. Mai mult, a existat o afluență masivă de 25.000 de noi luptători talibani, mulți dintre ei recrutați în Pakistan. Acest lucru a permis talibanilor să captureze Heratul într-un atac surpriză împotriva forțelor lui Ismail Khan în septembrie 1995. Cu toate acestea, o campanie de aproape un an de asediu și bombardare a Kabulului a fost din nou înfrântă de forțele lui Massoud.

Între timp, Massoud și Rabbani au continuat să lucreze la un acord de pace intern care să poată fi aplicat. Până în februarie 1996, toate facțiunile armate ale Afganistanului - cu excepția talibanilor - au fost de acord să ia parte la procesul de pace și să înființeze un consiliu de pace care să aleagă un nou președinte interimar. Multe zone locuite de paștuni și aflate sub controlul talibanilor au avut reprezentanți care pledau pentru un acord de pace cu guvernul Statului Islamic. Însă liderul taliban Mullah Omar și kandaharii din trupele său au vrut să prelungească războiul. În acel moment, conducerea talibanilor și susținătorii lor străini au decis că trebuie să acționeze rapid înainte ca guvernul să poată consolida noua înțelegere. Talibanii au atacat Jalabadul aflat sub controlul lui Jalalabad Shura la est de Kabul. O parte din Shura Jalalabad a fost mituită cu milioane de dolari de către sponsorii străini ai talibanilor, în special Arabia Saudită, pentru a părăsi mișcarea de rezistență. Bătălia talibanilor pentru Jalalabad a fost gestionată de consilieri militari pakistanezi. Sute de talibani au traversat granița afgano-pakistaneză, deplasându-se spre Jalalabad din Pakistan și ajungând astfel la est de Kabul. Kabului rămânea într-o poziție periculoasă întruncât Ismail Han era învins în vest, Gulbuddin Hekmatyar își eliberase pozițiile în sud, iar căderea și predarea lui Jalalabad au deschis brusc un nou front către est. În acel moment, Massoud a decis să efectueze o retragere strategică printr-un coridor nordic, potrivit lui Ahmed Rashid, „știind că nu poate apăra [Kabulul] de atacurile provenite din toate cele patru puncte ale busolei. Nici nu a vrut să piardă sprijinul populației din Kabul luptând pentru oraș și provocând mai multă vărsare de sânge”. La 26 septembrie 1996, în timp ce talibanii cu sprijin militar din partea Pakistanului și sprijin financiar din partea Arabiei Saudite se pregăteau pentru o altă campanie majoră, Massoud a ordonat o retragere completă din Kabul. Talibanii au intrat în Kabul la 27 septembrie 1996 și au înființat Emiratul Islamic al Afganistanului. Massoud și trupele sale s-au retras în nord-estul Afganistanului care a devenit baza statului islamic din Afganistan recunoscut încă pe plan internațional.

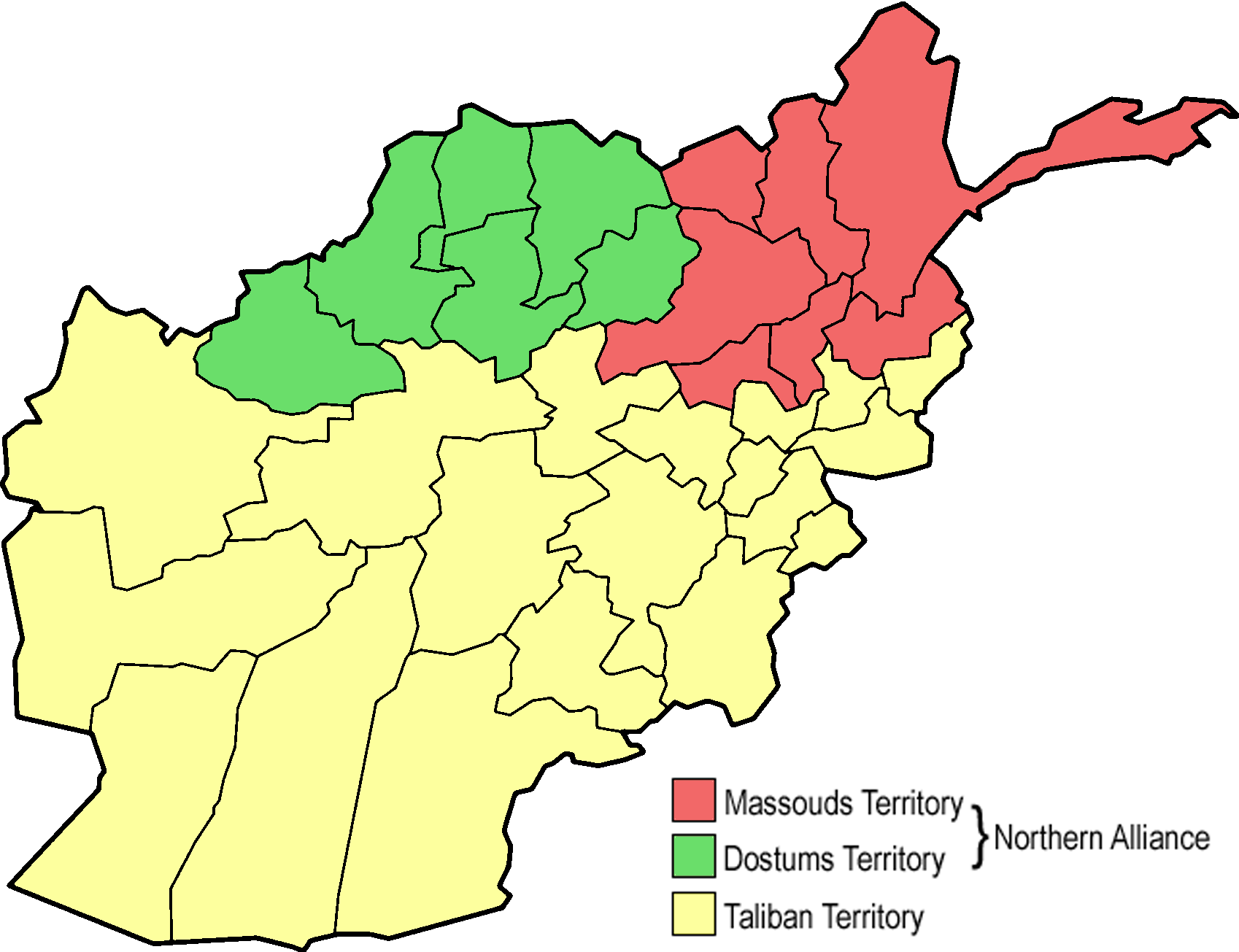
Situația din Afganistan în 1996: Massoud controla regiunea în roșu, Dostum în verde și talibanii în galben.

### Rezistența împotriva talibanilor (1996-2001)

#### Frontul Unit
Ahmad Șah Massoud a creat Alianța Nordului⁠(d) (cunoscută și sub denumirea de Frontul Unit) pentru a lupta împotriva talibanilor. Frontul Unit era compus din trupe cu membri din toate etniile din Afganistan și lideri cu orientări politice diferite. De la preluarea puterii în 1996 până în noiembrie 2001, Frontul Unit a controlat teritoriul în care locuia aproximativ 30% din populația Afganistanului, mai precis în provincii precum Badahșan, Kapisa, Takhar și părți din Parwan, Kunar, Nuristan, Laghman, Samangan, Kunduz, Ghōr și Bamyan.
Între timp, talibanii au impus un regim represiv în părțile din Afganistan aflate sub controlul lor. Sute de mii de oameni au fugit pe teritoriul Alianței Nordului, în Pakistan și în Iran. Soldații lui Massoud au capturat și închis aproximativ 1.200 de talibani în Valea Panjshir dintre care 122 de musulmani străini care veniseră în Afganistan să participe la jihad. În 1998, după înfrângerea facțiunii lui Abdul Rashid Dostum în Mazar-i-Sharif, Massoud a rămas principalul lider al Frontului Unit din Afganistan și singurul lider care a reușit să apere teritorii vaste aflate sub controlul său de atacurile talibanilor. Ceilalți lideri - printre care președintele Statului Islamic Burhanuddin Rabbani, Abdul Rashid Dostum și alții - trăiau în exil. În tot acest timp, comentatori au remarcat că „singurul care stă în calea viitoarelor masacre comise de talibani este Ahmad Șah Massoud”.
Acesta a declarat că talibanii i-au oferit în repetate rânduri o funcție puternică pentru a-l convinge să părăsească mișcarea de rezistență. Massoud a refuzat în baza diferențelor ideologice și a abordării sale prodemocratice. Massoud a dorit să-i convingă pe talibani să se alăture unui proces politic care să conducă la alegeri democratice pe viitor. De asemenea, acesta a prezis că fără asistență din partea Pakistanului și a grupurilor extremiste externe, talibanii își vor pierde puterea.
La începutul anului 2001, Frontul Unit pus în practică o nouă strategie prin apeluri la comunitatea politică mondială și presiune militară locală. Regimul talibanilor a condus la o intensificare a resentimentelor la nivelul societății afgane, inclusiv în zonele paștune. Concomitent, Massoud dorea să evite o renaștere a guvernului afgan de la începutul anilor 1990.În 1999, conducerea Alianța Nordului a ordonat pregătirea forțelor de poliție cu scopul de a păstra ordinea și proteja populația civilă în cazul în care Alianța Nordului va ieși victorios.

#### Negocieri între facțiuni
Un proces de unificare a tuturor etniilor din Afganistan a fost inițiat începând din 1999 de către Massoud și Abdul Haq. Massoud i-a uni pe tadjici, hazari și uzbeci la care se mai adăugau câțiva comandanți paștuni. Unii comandanți care lucraseră pentru talibanii au fost de acord cu planul de a răsturna regimul  întrucât sprijinul pentru aceștia a scăzut foarte mult. Diplomatul senior și expertul în Afganistan Peter Tomsen redacta că „Leul din Kabul [Abdul Haq] și Leul din Panjshir [Ahmad Șah Massoud] ar forma o echipă antitalibană formidabilă dacă și-ar combina forțele. Haq, Massoud și Karzai, cei trei lideri moderați din Afganistan, ar putea transcende conflictul paștun - nonpaștun, nord-sud”. Steve Coll⁠(d) a caracterizat acest plan drept „o mare alianță paștun-tadjică”. Liderii seniori ai hazarilor și uzbecilor au participat la proces și au acceptat să lucreze sub stindardul regelui afgan Zahir Shah exilat la Roma.

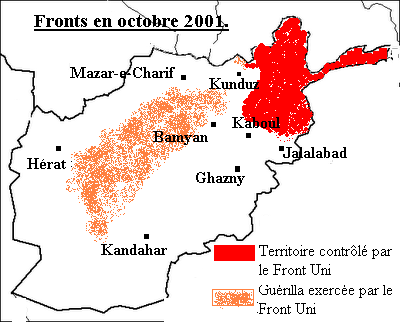
Situația din Afganistan (august 2001-octombrie 2001)

În noiembrie 2000, liderii din toate grupurile etnice au fost adunate în sediul central al lui Massoud din nordul Afganistanului, unii veniți din Afganistan, iar alții din Europa, Statelor Unite, Pakistan și India pentru a discuta un acord în cadrul unei Loya Jirga cu privire la problemele Afganistanului și a înființa un guvern posttaliban. În septembrie 2001, un oficial internațional care s-a întâlnit cu reprezentanții alianței a remarcat că: „este o nebunie că organizat asta. . . Paștuni, tadjici, uzbeci, hazari. . . Toți erau gata să se implice în acest proces”.
La începutul anului 2001, Ahmad Șah Massoud împreună cu lideri din toate etniile din Afganistan s-au adresat Parlamentului European de la Bruxelles, cerând comunității internaționale să acorde ajutoare umanitare poporului din Afganistan. Acesta a susținut că talibanii și Al Qaeda au contribuit la formarea unei „percepții foarte greșite a Islamului” și că, fără sprijinul Pakistanului și al lui Bin Laden, talibanii nu vor putea să-și susțină campania militară timp de un an. În acea vizită din Europa, el a avertizat și Statele Unite cu privire la activitățile lui Bin Laden.

#### Zonele controlate de Massoud
Viața în zonele aflate sub controlul direct al lui Massoud era diferită de viața din zonele aflate sub controlul talibanilor sau sub Dostum. Spre deosebire de perioada haotică în care toate structurile din Kabul au intrat în colaps, Massoud a reușit să controleze majoritatea trupelor aflate sub comanda sa începând de la sfârșitul anului 1996. În timpul războiului, Massoud a avut mereu controlul provinciilor Panjșir și Takhar, respectiv a unor părți din Parwan și Badakhshan. Alte provincii (în special Kunduz, Baghlan, Nuristan și nordul Kabulului) au fost capturate de forțele sale de la talibani și pierdute din când în când în funcție de situația de pe front.
Massoud a pus bazele unor instituții democratice împărțite în mai multe comisii: politice, de sănătate, educație și economice. Cu toate acestea, numeroși cetățeni îl vizitau personal când existau dispute sau probleme pentru găsirea unor soluții.
În septembrie 2000, Massoud a semnat Declarația drepturilor fundamentale ale femeilor afgane elaborată tocmai de femeile afgane. Prin declarație se stabileau egalitatea în fața legii și dreptul femeilor de a participa în politică, de a avea dreptul la educație, acces pe piața muncii, libertate de mișcare și libertatea cuvântului. În zonele controlate de Massoud, femeile și fetele nu erau obligate prin lege să poarte burka. Deși era stare de război, școlile pentru fete funcționau în unele districte. Există cel puțin două cazuri în care Massoud a intervenit personal pentru a opri o căsătorie forțată și a susține pentru dreptul la alegere al femeilor.

Deși era convingerea personală a lui Massoud că bărbații și femeile trebuie să fie egali și trebui să se bucure de aceleași drepturi, acesta a avut de-a face și cu tradițiile afgane despre care a susținut că va fi nevoie de mai multe generații ca să fie depășite. În opinia sa, acest lucru nu putea fi realizat decât prin educație. Autorul Pepe Escobar a scris în lucrarea Massoud: From Warrior to Statesman (în română Massoud: De la războinic la om de stat):
Massoud este convins că în Afganistan femeile au suferit din cauza opresiunii timp de generații. Acesta afirmă că "mediul cultural al țării sufocă femeile. Dar talibanii exacerbează acest lucru prin asuprire". Cel mai ambițios proiect al său este să distrugă această prejudecată culturală și să ofere astfel mai mult spațiu, mai multă libertate și egalitate femeilor - acestea ar avea aceleași drepturi ca bărbații.
Humayun Tandar, care a ocupat fucția de diplomat afgan în cadrul Conferinței internațională din 2001 despre Afganistan⁠(d) în Bonn, a susținut că „constrângerile reprezentate de limbă, etnie, regiune [sunt] sufocante pentru Massoud. De aceea ... el a dorit să creeze o unitate care să poată depăși situația în care ne-am aflat și în care ne regăsim și astăzi". Acest lucru s-a aplicat și diferențelor religioase. Jean-José Puig descrie modul în care Massoud conducea deseori rugăciunile înainte de masă sau cum uneori le cerea coelgilor musulmani să conducă rugăciunea, dar nici nu ezita să-l întrebe pe profesorul evreu din Princeton Michael Barry sau pe prietenul său creștin Jean-José Puig: „Jean-José, credem în același Dumnezeu. Vă rog, spuneți-ne rugăciunea înainte de prânz sau cină în propria voastră limbă".

## Asasinarea

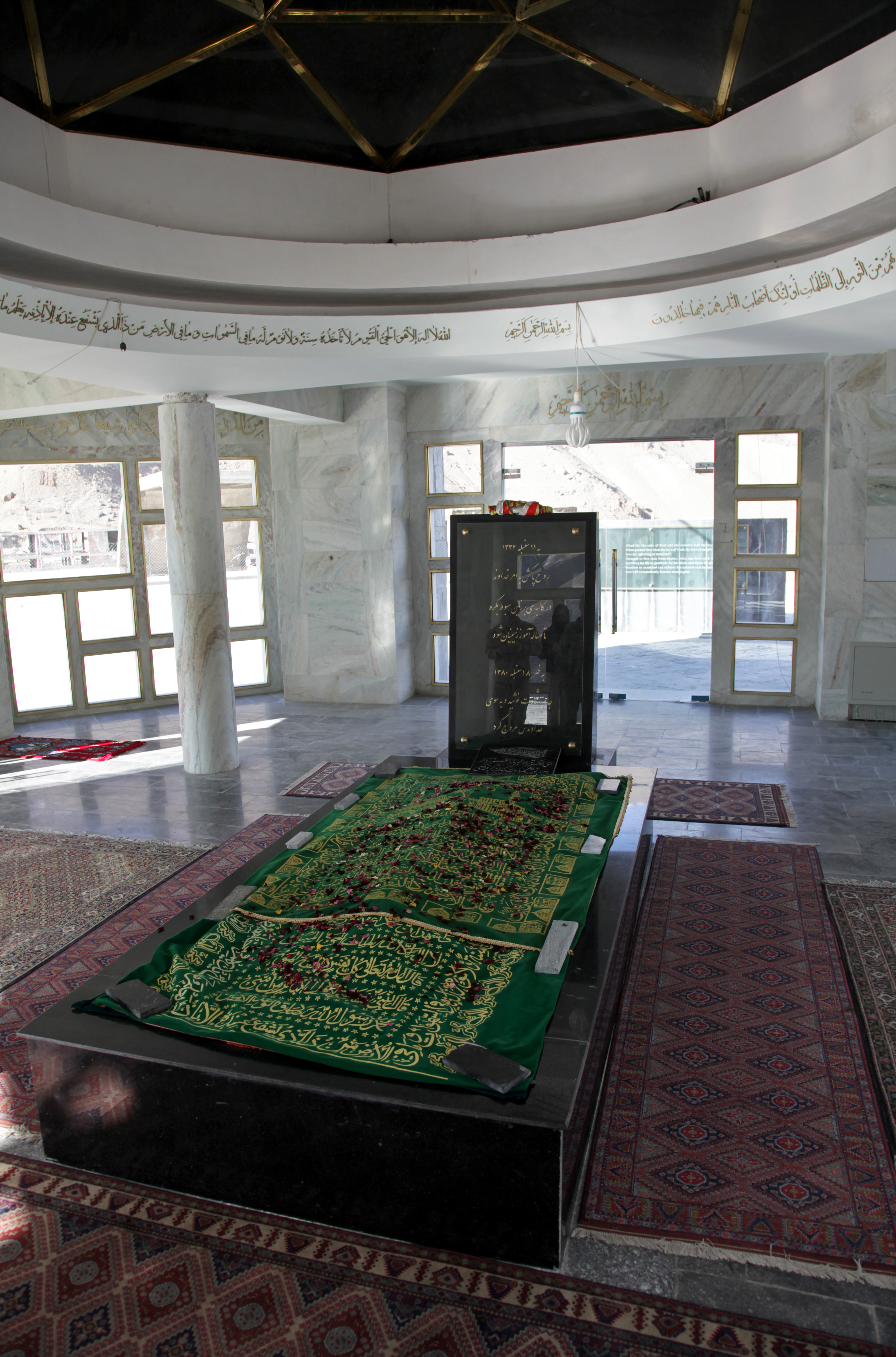
Mormântul lui Massoud în provincia Panjșir (2010)

Massoud, în vârstă de 48 de ani, a fost ținta unui complot de asasinare în Khwājah Bahā ud Dīn (Khvājeh Bahāuḏḏīn), în provincia Takhar din nord-estul Afganistanului, la 9 septembrie 2001.  Numele atacatorilor au fost publicate alternativ ca Dahmane Abd al-Sattar, soțul lui Malika El Aroud⁠(d) și Bouraoui el-Ouaer, respectiv Karim Touzani, în vârstă de 34 de ani, și Kacem Bakkali, în vârstă de 26 de ani. 
Atacatorii susțineau că sunt belgieni de origine marocană. Potrivit Le Monde, aceștia au tranzitat municipalitatea Molenbeek. Pașapoartele lor s-au dovedit a fi furate, iar mai târziu s-a stabilit că cetățenia lor este tunisiană. După ce au așteptat aproape trei săptămâni după Massound - timp în care au susținut interviuri cu Burhanuddin Rabbani și Abdul Rasul Sayyaf - la 8 septembrie 2001 viitorii atacatori sinucigași „erau foarte ingrijorați” și amenințau că nu îl vor mai intervieva pe Massound dacă acesta nu va fi disponibil în următoarele 24 de ore (până pe 10 septembrie 2001) după cum își amintește unul dintre apropiații lui Massoud. Într-un final, acestora li s-a acordat un interviu. În timpul interviului, cei doi au detonat o bombă formată din explozibili ascunși în aparatul foto și în centura cu baterii. Ahmad Șah Massoud nu a fost ucis instantaneu, însă a murit în elicopterul care îl transporta la un spital militar indian⁠(d) din Farhor în apropiere de Tadjikistan. Concomitent, explozia l-a ucis pe Mohammed Asim Suhail, membru al Frontului Național Unit, în timp ce Mohammad Fahim Dashty și Massoud Khalili au fost răniți. Unul dintre atacatori, Bouraoui, a fost ucis de explozie, iar Dahmane Abd al-Sattar a fost capturat și împușcat în timp ce încerca să evadeze.

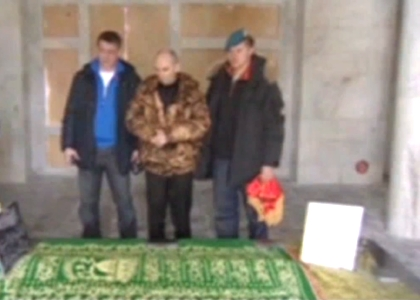
Colonelul Leonid Khabarov (centru) alături de doi veterani ai războiului din Afganistan la mormântul lui Massoud (2009)

În ciuda dezmințirilor inițiale ale Frontului Unit, vestea morții lui Massoud a fost raportată aproape imediat, fiind transmisă pe BBC și redactată în ziarele europene și nord-americane din 10 septembrie 2001. Pe 16 septembrie, Frontul Unit a anunțat oficial că Massoud a murit din cauza rănilor suferite ca urmare a unui atentat sinucigaș. Massoud a fost înmormântat în satul său natal Bazarak din valea Panjshir.  În ciuda faptului că înmormântarea a avut loc într-o zonă rurală izolată, sute de mii de oameni au luat parte la funeralii.
Massoud a supraviețuit tuturor tentativelor de asasinare puse la cale pe parcursul a 26 de ani de al-Qaeda, talibani, serviciul pakistanez de inteligență, KGB, serviciul afgan de inteligență KHAD⁠(d) și Hekmatyar. Prima încercare de asasinare a lui Massoud a fost pusă la cale de Hekmatyar și doi agenți ISI pakistanezi în 1975 când Massoud avea doar 22 de ani.  La începutul anului 2001, asasini afiliați grupului al-Qaeda au fost prinși de forțele lui Massoud în timp ce încercau să intre pe teritoriul său. 

### Cazul 11 septembrie
Se consideră că există o legătură între asasinarea lui Massoud și atentatele teroriste din 11 septembrie în care și-au pierdut viața aproape 3.000 de persoane. Massoud a atras atenția într-o conferință susținută în fața Parlamentului European că agenții săi au obținut informații cu privire la un posibil viitor atentat terorist pe teritoriul Statelor Unite.
Analiștii cred că Osama bin Laden a ordonat asasinarea lui Massoud cu scopul de a-i ajuta pe talibani și a-și asigura influența în Afganistan. După asasinare, bin Laden a trimis printr-un emisar văduvei lui Dahmane Abd al-Sattar o casetă video - unde acesta își prezenta decizia de a comite atentatul sinucigaș - și un plic cu 500$. Seriviciul Pakistanez de Informații (ISI) și Abdul Rasul Sayyaf, un wahhabit afgan, au fost de asemenea menționați ca avand posibile legături cu asasinii lui Massoud. Aceștia din urmă au declarat că au intrat pe teritoriul Frontului Unit și au evitat măsurile de securitate cu ajutorul lui Sayyaf.

## Legături externe
- en  Ultimul interviu cu Ahmad Șah Massoud (august 2001)
- en  The New York Times - articole despre Ahmad Șah Massoud
- en  Remembering Massoud, a fighter for peace
- en  Radio Europa Liberă - Profile: Afghanistan's 'Lion Of Panjshir'
- en  What Was Kabul Like Under Taliban Threat?
- en  Olivier Weber despre Massoud